# Knjazalište
Knjazalište je dokumentarno-zabavna emisija Roberta Knjaza koja se 2023. godine prikazivala na HRT-u.

## Format
Gosti emisije su poznate osobe koje se moraju snaći u neobičnim zanimanjima ili u nesvakidašnjim ulogama. Emisija također donosi edukativne činjenice o spornim zanimanjima i ulogama, a gostima u snalaženju u ulozi, osim Knjaza, pomažu i razni ljudi koji se tim poslovima bave.

## Epizode
| Br. | Naslov                                             | Nadnevak prikazivanja |
| --- | -------------------------------------------------- | --------------------- |
| 1.  | "Ćorluka i Franka kao Romi"                        | 2. listopada 2023.    |
| 2.  | "Barbara Kolar i Duško Ćurlić kao kumice na placu" | 9. listopada 2023.    |
| 3.  | "Stjepan Hauser kao gluha osoba"                   | 16. listopada 2023.   |
| 4.  | "Ella Dvornik kao bauštela"                        | 23. listopada 2023.   |
| 5.  | "Marko Grubnić kao sakupljač boca"                 | 30. listopada 2023.   |
| 6.  | "Dino Jelusić kao starac"                          | 6. studenoga 2023.    |
| 7.  | "Lovci iz Potjere kao krapinski praljudi"          | 13. studenoga 2023.   |
| 8.  | "Petar Grašo kao pic majstor"                      | 20. studenoga 2023.   |
| 9.  | "Enis Bešlagić kao žena, majka, kraljica"          | 27. studenoga 2023.   |
| 10. | "Best of"                                          | 4. prosinca 2023.     |